# كيث هاريس (لاعب دوري الرغبي)
كيث هاريس (بالإنجليزية: Keith Harris)‏ هو لاعب دوري الرغبي أسترالي، ولد في 18 يوليو 1954.